# معسكر اعتقال بانجيكا
معسكر اعتقال بانجيكا معسكر اعتقال ألماني نازي في أراضي القائد العسكري في صربيا، وهي الإدارة العسكرية للرايخ الثالث التي أُنشئت بعد غزو يوغوسلافيا واحتلالها خلال الحرب العالمية الثانية. ردًا على تصاعد المقاومة، اتخذ الجيش الألماني إجراءات قمعية صارمة -إعدامات جماعية للرهائن المدنيين وإنشاء معسكرات اعتقال. يقع المعسكر في حي بانجيكا في ديدينيي -إحدى ضواحي بلغراد- وقد استخدمه الألمان في الأصل مركزًا لاحتجاز الرهائن. استُخدم المعسكر لاحقًا لاحتجاز الصرب المناهضين للفاشية واليهود والغجر والثوار الأسرى والشيتنيك وغيرهم من معارضي ألمانيا النازية. بحلول عام 1942، نُفذت معظم عمليات الإعدام في ميادين الرماية في ياجينشي ومارينكوفا بارا والمقبرة اليهودية.
عمل معسكر بانييكا منذ يوليو 1941 وحتى أكتوبر 1944. كان يُدار بشكل مشترك من قبل المحتلين الألمان بقيادة مسؤول الغستابو ويلي فريدريش وحكومة ميلان نيديتش العميلة، والتي كانت تحت السيطرة الكاملة لقوات الاحتلال. ومع ذلك، على الرغم من أن القوات الألمانية تولت الدور القيادي والتوجيهي للحل النهائي في صربيا، واحتكار الألمان لقتل اليهود، لكنهم تلقوا مساعدة نشطة في هذا الدور من المتعاونين الصرب. لاحقًا، حوكم فريدريش وأُدين وأُعدم بتهمة ارتكاب جرائم حرب من قبل السلطات الشيوعية في يوغوسلافيا بعد الحرب. احتجِز 23,697 شخصًا في بانييكا طوال الحرب، لقي منهم ما لا يقل عن 3,849 حتفهم. بعد الحرب، بُني نصب تذكاري صغير مخصص لضحايا المعسكر. الموقع الآن متحف.

## خلفية

### مقدمة للاحتلال
بعد ضم ألمانيا والنمسا عام 1938، شاركت يوغوسلافيا حدودًا مع الرايخ الثالث وتعرضت لضغوط متزايدة حيث تحالف جيرانها مع قوى المحور. في أبريل 1939، فتحت إيطاليا حدودًا ثانية مع يوغوسلافيا عندما غزت واحتلت ألبانيا المجاورة. عند اندلاع الحرب العالمية الثانية، أعلنت الحكومة اليوغوسلافية حيادها. بين سبتمبر ونوفمبر 1940، انضمت المجر ورومانيا إلى الميثاق الثلاثي، واصطفتا مع المحور، وغزت إيطاليا اليونان. منذ ذلك الوقت، أصبحت يوغوسلافيا محاطة بالكامل تقريبًا بقوى المحور وأقمارها الصناعية، وأصبح موقفها المحايد تجاه الحرب متوترًا. في أواخر فبراير 1941، انضمت بلغاريا إلى الميثاق. في اليوم التالي، دخلت القوات الألمانية بلغاريا من رومانيا، ما أدى إلى إغلاق الحلقة حول يوغوسلافيا. بهدف تأمين جناحه الجنوبي تحسبًا للهجوم الوشيك على الاتحاد السوفيتي، بدأ أدولف هتلر بممارسة ضغط شديد على يوغوسلافيا للانضمام إلى دول المحور. في 25 مارس 1941، وبعد تأخير، وقّعت الحكومة اليوغوسلافية على الميثاق بشروط. بعد يومين، خلعت مجموعة من ضباط سلاح الجو الملكي اليوغوسلافي، القوميين الصرب الموالين للغرب، وصيّ عرش البلاد، الأمير بول، في انقلاب سلمي، ونصبوا ابن أخيه المراهق بيتر على العرش، وجلبوا إلى السلطة «حكومة وحدة وطنية» بقيادة الجنرال دوشان سيموفيتش. أثار الانقلاب غضب هتلر، فأمر فورًا بغزو البلاد، الذي بدأ في 6 أبريل 1941.

### احتلال
سرعان ما سحقت قوات المحور يوغوسلافيا، واستسلمت في أقل من أسبوعين. نُفيت الحكومة والعائلة المالكة، واحتلت الدول المجاورة البلاد ومزقتها. تقلصت أراضي صربيا التي احتلتها ألمانيا إلى حدود مملكة صربيا قبل حرب البلقان، وظلت تحت الاحتلال العسكري المباشر للألمان بفضل خطوط السكك الحديدية والنقل النهري الرئيسية التي كانت تمر بها، بالإضافة إلى مواردها القيّمة، وخاصة المعادن غير الحديدية. بلغت مساحة الأراضي المحتلة نحو 51,000 كيلومتر مربع، وبلغ عدد سكانها 3.8 مليون نسمة.

### مقاومة وقمع
حتى قبل استسلام الجيش اليوغوسلافي، أمرت السلطات العسكرية الألمانية بتسجيل جميع اليهود الصرب. في 30 مايو 1941، أصدر القائد العسكري الألماني في صربيا، هيلموت فورستر، قوانين الأعراق الرئيسية، التي استثنت اليهود والغجر من الحياة العامة والاقتصادية، وصادرت ممتلكاتهم، وألزمتهم بالتسجيل للعمل القسري.
في 7 يوليو 1941، اندلعت المقاومة المسلحة بقيادة الثوار في صربيا، وانتشرت بسرعة وأدت إلى تأسيس أول إقليم محرر في أوروبا المحتلة، جمهورية أوزيتشي. بأوامر شخصية من هتلر لسحق المقاومة في صربيا، بدأ الجيش الألماني بإطلاق النار على 100 رهينة مقابل كل قتيل ألماني، و50 مقابل كل جريح. هكذا، قتل الألمان 30 ألف مدني صربي، منهم 3000 في إعدام جماعي في كراغويفاتش، و2000 في كرالييفو. كان من بين المعدومين آلاف اليهود.
لقمع المقاومة وإبادة اليهود، أنشأ الألمان معسكرات اعتقال في بانييتسا، ونيش (كرفيني كرست)، وسايميشت، وغيرها، حيث دفنوا فيها مناهضي الفاشية الصرب واليهود والغجر. إضافةً إلى ذلك، ولمحاربة المقاومة، أنشأ الألمان إدارةً عميلةً بقيادة ميلان نيديتش، لكن صلاحياته كانت محدودةً جدًا، ولم يكن قادرًا على فرض النظام.

### سلطات الاحتلال الألمانية
من أجل ترسيخ الاحتلال العسكري للإقليم، خُصص للقائد العسكري الألماني في صربيا هيئة أركان مُقسّمة إلى فرعين عسكري وإداري، وخُصص له موظفون لتشكيل أربع قيادات مناطقية ونحو عشر قيادات مقاطعات، كانت تُرفع تقاريرها إلى رئيس الأركان الإدارية، ووزّعت هيئة الأركان العسكرية قوات كتائب الدفاع المحلية الأربع على قيادات المناطق. كان أول قائد عسكري في الأراضي المحتلة هو الجنرال دير فليجر هيلموت فورستر، ضابط في سلاح الجو الألماني، الذي عُيّن في 20 أبريل 1941، بمساعدة رئيس الأركان الإدارية، اللواء إس إس-بريجاديهوهرر، وعضو مجلس الدولة، الدكتور هارالد تيرنر. كان فيلهلم فوكس، قائد قوات الأمن الخاصة، شخصيةً رئيسيةً أخرى في الإدارة الألمانية الأولية، وكان قائد مجموعة (أينزاتسغروب صربيا)، وهي مجموعةٌ ضمت مفارز مختلفة من مكتب أمن الرايخ الرئيسي، بما في ذلك الجستابو (شرطة الدولة السرية)، والشرطة الجنائية، وجهاز الأمن الخارجي. كما أشرفت مجموعة (أينزاتسغروب صربيا) على الكتيبة 64 من شرطة الاحتياط. بينما كان فوكس مسؤولًا رسميًا أمام تيرنر، رفع تقاريره مباشرةً إلى رؤسائه في مكتب أمن الرايخ الرئيسي في برلين.

### نظام الدمية المتعاون
بدأ الألمان البحث عن صربي مناسب لقيادة نظام متعاون في الأراضي المحتلة. وُضعت احتمالات تعيين دراغومير يوفانوفيتش قائدًا لشرطة بلغراد، لكن القائد العسكري الألماني في صربيا اختار وزير الداخلية اليوغوسلافي السابق ميلان أسيموفيتش. شكّل أسيموفيتش حكومة المفوضين في 30 مايو 1941، والتي تألفت من عشرة مفوضين. كان أسيموفيتش مناهضًا للشيوعية بشدة، وكان على اتصال بالشرطة الألمانية قبل الحرب. عند الاستيلاء على بلغراد، أمر الألمان يهود المدينة، البالغ عددهم 12 ألفًا، بتسليم أنفسهم للسلطات المحتلة، ففعل 9145 منهم ذلك. أُقيل اليهود من جميع مناصبهم الرسمية بحلول 14 مايو، وسُنّت سلسلة من القوانين المعادية لليهود تحظر عليهم ممارسة أنشطة متنوعة، من ارتياد المطاعم إلى ركوب الترام.

## التأسيس
أقدم ذكر مكتوب لإنشاء معسكر اعتقال للشيوعيين وغيرهم ممن يُعتبرون «خطرين على النظام العام» داخل بلغراد نفسها هو تقرير صادر عن قيادة الدرك الصربي في 26 مايو 1941، أشار إلى أن مثل هذا المعسكر قيد الدراسة. في الشهر نفسه، أشار أمر صادر عن وزارة الداخلية في عهد آشيموفيتش إلى خطة لإنشاء معسكر اعتقال لاحتجاز الشيوعيين المعروفين وغيرهم. بعد غزو يوغوسلافيا وهزيمتها، بدأ الحزب الشيوعي اليوغوسلافي في تنظيم كفاح مسلح ضد المحتلين وعملائهم المحليين. في 19 يونيو، عقدت الشرطة الخاصة مؤتمرًا مع كبار ضباط الشرطة الألمانية وأعضاء من شرطة بلغراد الخاصة، وهي منظمة شرطة سياسية متعاونة أسسها يوفانوفيتش في منتصف مايو، الذي أصبح الحاكم المعين من ألمانيا لبلغراد. قرر المؤتمر شن حملة استباقية شاملة ضد الشيوعيين.